# Atlético de Bilbao 1970-1971
Questa voce raccoglie le informazioni riguardanti l'Atlético de Bilbao nelle competizioni ufficiali della stagione 1970-1971.

## Stagione
Come da politica societaria la squadra è composta interamente da giocatori nati in una delle sette province di Euskal Herria o cresciuti calcisticamente nel vivaio di società basche. In Primera División la squadra giunge quinta. Nella Coppa del Generalísimo dopo aver eliminato il Racing Ferrol al primo turno (doppia vittoria 1-3 e 1-0), negli ottavi di finale l'Atlético viene eliminato dal Barcellona (vittoria 1-0 e sconfitta 3-0).
In Coppa delle Fiere 1970-1971 invece vengono eliminati dagli cecoslovacchi della Sparta Praga (sconfitta 2-0 e pareggio 1-1).

## Rosa
| N. |                   | Ruolo | Calciatore            |
| -- | ----------------- | ----- | --------------------- |
|    | Spagna (bandiera) | P     | José Ángel Iribar     |
|    | Spagna (bandiera) | P     | Juan Manuel Zamora    |
|    | Spagna (bandiera) | D     | Iñaki Sáez            |
|    | Spagna (bandiera) | D     | José Ramón Betzuen    |
|    | Spagna (bandiera) | D     | Luis María Etxeberria |
|    | Spagna (bandiera) | D     | Larrauri              |
|    | Spagna (bandiera) | D     | José María Igartua    |
|    | Spagna (bandiera) | D     | Mateo Félix Zubiaga   |
|    | Spagna (bandiera) | D     | José Antonio Beitia   |
|    | Spagna (bandiera) | D     | Luis María Zugazaga   |
|    | Spagna (bandiera) | D     | Jesús Aranguren       |
|    | Spagna (bandiera) | D     | Agustín Gisasola      |

| N. |                   | Ruolo | Calciatore          |
| -- | ----------------- | ----- | ------------------- |
|    | Spagna (bandiera) | C     | José María Argoitia |
|    | Spagna (bandiera) | C     | Navarro             |
|    | Spagna (bandiera) | C     | Nicolás Estéfano    |
|    | Spagna (bandiera) | C     | José Ángel Rojo     |
|    | Spagna (bandiera) | C     | Javier Clemente     |
|    | Spagna (bandiera) | C     | Ricardo Ibáñez      |
|    | Spagna (bandiera) | A     | Josu Sáenz Ortuondo |
|    | Spagna (bandiera) | A     | Fidel Uriarte       |
|    | Spagna (bandiera) | A     | Antón Arieta        |
|    | Spagna (bandiera) | A     | Txetxu Rojo         |
|    | Spagna (bandiera) | A     | Carlos              |

## Risultati

### Coppa delle Fiere
| Arbitro: | Yanopoulos |

|                           |           |  |
| Migas 19’ (rig.) Gögh 61’ | Marcatori |  |

| Arbitro: | Thomas |

|                    |           |                     |
| Uriarte 65’ (rig.) | Marcatori | 53’ (rig.) Chovanek |

## Statistiche

### Statistiche dei giocatori
| Giocatore      | Primera División | Primera División | Coppa del Generalissimo | Coppa del Generalissimo | Coppa delle Fiere | Coppa delle Fiere | Totale   | Totale |
| Giocatore      | Presenze         | Reti             | Presenze                | Reti                    | Presenze          | Reti              | Presenze | Reti   |
| -------------- | ---------------- | ---------------- | ----------------------- | ----------------------- | ----------------- | ----------------- | -------- | ------ |
| J. Aranguren   | 22               | 0                | 2                       | 0                       | 2                 | 0                 | 26       | 0      |
| A. Arieta      | 26               | 4                | 2                       | 0                       | 2                 | 0                 | 30       | 4      |
| J.M. Argoitia  | 30               | 4                | 3                       | 0                       | 1                 | 0                 | 34       | 4      |
| J.A. Beitia    | 23               | 0                | 2                       | 0                       | 0                 | 0                 | 25       | 0      |
| J.R. Betzuen   | 26               | 3                | 4                       | 0                       | 2                 | 0                 | 32       | 3      |
| Carlos         | 20               | 4                | 0                       | 0                       | 2                 | 0                 | 22       | 4      |
| J. Clemente    | 12               | 2                | 0                       | 0                       | 0                 | 0                 | 12       | 2      |
| L. Echeberría  | 12               | 0                | 0                       | 0                       | 2                 | 0                 | 14       | 0      |
| N. Estéfano    | 6                | 2                | 4                       | 0                       | 0                 | 0                 | 10       | 2      |
| A. Gisasola    | 10               | 1                | 0                       | 0                       | 0                 | 0                 | 10       | 1      |
| R. Ibáñez      | 7                | 1                | 1                       | 0                       | 0                 | 0                 | 8        | 1      |
| J.M. Igartua   | 5                | 1                | 2                       | 0                       | 2                 | 0                 | 9        | 1      |
| J.A. Iribar    | 30               | -31              | 4                       | -4                      | 2                 | -3                | 36       | -38    |
| Larrauri       | 23               | 0                | 4                       | 0                       | 2                 | 0                 | 29       | 0      |
| Navarro        | 0                | 0                | 1                       | 0                       | 0                 | 0                 | 1        | 0      |
| J.S. Ortuondo  | 19               | 1                | 4                       | 1                       | 0                 | 0                 | 23       | 2      |
| T. Rojo (I)    | 10               | 0                | 0                       | 0                       | 2                 | 0                 | 12       | 0      |
| J.A. Rojo (II) | 7                | 0                | 4                       | 0                       | 0                 | 0                 | 11       | 0      |
| I. Sáez        | 29               | 0                | 3                       | 0                       | 2                 | 0                 | 34       | 0      |
| F. Uriarte     | 28               | 11               | 4                       | 2                       | 2                 | 1                 | 34       | 14     |
| J.M. Zamora    | 1                | -0               | 0                       | -0                      | 0                 | -0                | 1        | -0     |
| M.F. Zubiaga   | 21               | 5                | 4                       | 2                       | 2                 | 0                 | 27       | 7      |
| L.M. Zugazaga  | 5                | 0                | 2                       | 0                       | 0                 | 0                 | 7        | 0      |